# Yucuchá
Yucuchá är en ort i Mexiko.   Den ligger i kommunen Pinotepa de Don Luis och delstaten Oaxaca, i den sydöstra delen av landet, 400 km söder om huvudstaden Mexico City. Yucuchá ligger 342 meter över havet och antalet invånare är 383.
Terrängen runt Yucuchá är kuperad norrut, men söderut är den platt. Terrängen runt Yucuchá sluttar söderut. Runt Yucuchá är det ganska tätbefolkat, med 83 invånare per kvadratkilometer. Närmaste större samhälle är Santiago Pinotepa Nacional, 8,1 km sydväst om Yucuchá. Omgivningarna runt Yucuchá är en mosaik av jordbruksmark och naturlig växtlighet.